# Arasada albicosta
Arasada albicosta là một loài bướm đêm trong họ Noctuidae.